# 敏音知岳
敏音知岳（ぴんねしりだけ）は、北海道の枝幸郡中頓別町に位置する標高703.1mの山である。山頂には二等三角点「浜峰尻」が設置されている。

## 概要
北見山地の中でも北部に位置する流紋岩質の溶岩円頂丘である。山頂は三吉神社が祀られており、登山口に鳥居が建てられているほか、山麓は道の駅ピンネシリ（旧敏音知駅）やピンネシリ温泉が設置されている。中頓別町のシンボル的な山で、毎年6月後半になると山開きが行われ、その際には敏音知岳登山マラソンが開催されている。
山名の由来はアイヌ語で「ピンネシリ（男の山）」に由来する。一方で近くにある松音知岳の由来は「マツネシリ（女の山）」である。

## 登山
道の駅ピンネシリで登山者受付が設置されているためそこで始めに記名する。道の駅から登山道が整備されており、一部は藪に覆われる部分はあるものの概ね明瞭である。道中は森の巨人たち百選に選ばれた千本シナや白樺の泉、軍艦岩など見どころが多数ある。